# 桑津 (伊丹市)
桑津（くわづ）は、兵庫県伊丹市の地名。現行行政地名は住居表示実施済み区域が桑津一丁目から桑津四丁目まである。郵便番号664-0839。
本項では、住居表示未実施の大字西桑津（にしくわづ）および東桑津（ひがしくわづ）についても解説する。

## 地理
北を中村、北東を大字西桑津、東を小阪田、南を森本、西を大字東桑津と接する。西桑津の西側に東桑津があるのは伊丹飛行場（現在の大阪国際空港）の拡張に際して土地収用が行われ、旧東桑津村の本村だった場所が小阪田へ編入されて西桑津の西側にあった飛地部分のみが「東桑津」の名を冠したまま残ったからである。

### 大字
住居表示未実施の大字西桑津には北浦（きたうら）と倉ケ市（くらがいち）の2つの小字が属する。大阪国際空港の関連施設や企業のみが立地しており、人口は0人である。
住居表示未実施の大字東桑津に属する小字は池田川筋（いけだかわすじ）1つのみである。猪名川河川敷緑地が全域を占めており、人口は0人である。

## 歴史
平安時代の『和名抄』には摂津国豊島郡に属した八郷の一つ「桑津郷」として記載されている。桑津郷は鎌倉時代に西桑津荘と東桑津荘へ分かれた後、江戸時代までには豊島郡から川辺郡へ帰属が移り幕府領、武蔵国岩槻藩領（飛地）、上総国飯野藩領（同）西桑津村を経て1889年（明治22年）の町村制施行時には神津村の大字となった。
神津村は1947年（昭和22年）に伊丹市へ編入され、以後は長らく伊丹市の大字西桑津として存続していたが1999年（平成11年）に住居表示を実施した際に「西」を外して桑津1丁目から3丁目を新設した。2007年（平成19年）、隣接する大字東桑津の一部を編入して桑津4丁目とする。

### 地名の由来
一説に、日本の別名「扶桑」の「桑」と猪名川の渡し（津）に由来するとされる。

## 交通
大阪国際空港に隣接し、空港の地下をトンネルで横断する兵庫県道・大阪府道99号伊丹豊中線が町域の南側を走っている。伊丹市バスは西桑津、神津などの停留所を町内に設置している。
町内に鉄道は走っておらず、猪名川に架かる桑津橋を渡って西に位置するJR西日本福知山線の伊丹駅が最寄り駅となる。JR伊丹駅から空港まで支線を引くJR福知山線分岐線構想では中間駅として西桑津新駅（仮称）を設置する案もあるが、実現の目処は立っていない。

## 施設
- 西桑津公園 - モアイ像のレプリカが設置されている。
- 伊丹市立こども文化科学館 - プラネタリウム。
- 桑津神社
- 安楽寺
- 伊丹朝鮮初級学校